# HD 48217
HD 48217，又名BD-09 1601，SAO 133585、HR 2469，是一颗恒星，视星等为5.19，位于銀經220.05，銀緯-6.26，其B1900.0坐标为赤經6h 37m 9.9s，赤緯-9° -6.26′ 14″。